# بی‌قرار (فیلم ۲۰۱۱)
بی‌قرار (به انگلیسی: Restless) نام فیلم درام آمریکایی-بریتانیایی است که در سال ۲۰۱۱ و به کارگردانی گاس ون سنت ساخته شده است. این فیلم افتتاح‌کنندهٔ جشنواره کن در مه ۲۰۱۱ بود.

## خلاصه داستان
داستان فیلم درباره یک زوج نوجوان آمریکایی است. انوک (هنری هوپر) پسری است که در کودکی پدر و مادر خود را در یک حادثه رانندگی از دست داده و در آن حادثه خودش تجربه‌ای نزدیک مرگ داشته که باعث آشنایی او با یک روح ژاپنی شده. انوک هر روز در مراسم تدفین افراد ناآشنا شرکت می‌کند تا یک روز با آنابل (میا واشیکوفسکا) آشنا می‌شود. آنابل مبتلا به سرطان است و دکترها به او گفته‌اند که سه ماه بیشتر زنده نمی‌ماند.